# Palm Beach Gardens
Palm Beach Gardens város az USA Florida államában, Palm Beach megyében. Lakosainak száma 59 182 fő (2020. április 1.).

## Népesség
A település népességének változása:
| Lakosok száma | 48 452 | 53 778 | 59 182 |
|               | 2010   | 2016   | 2020   |